# Johanna Larsson
Johanna Larsson (Boden, 17 agosto 1988) è un'allenatrice di tennis ed ex tennista svedese.

## Carriera
È destrorsa e gioca il rovescio a due mani. È giunta per la prima volta alla ribalta nel 2010, quando ha raggiunto la finale del torneo di Portorose senza perdere un set. Con questo risultato è salita dall'84º al 66º posto della classifica WTA.
Ha raggiunto altre due finali nel 2011 e nel 2013 allo Swedish Open, dove si è arresa prima a Polona Hercog e poi a Serena Williams.
Il suo miglior piazzamento in singolare è il numero 45, raggiunto il 17 Settembre 2016.
Nei tornei dello Slam non è andata oltre il terzo turno, raggiunto in una occasione agli Open di Francia 2014.
Ottiene il primo titolo WTA della carriera allo Swedish Open 2015, nel torneo di casa, in cui batte Richèl Hogenkamp (6-1 6-3), Anna-Lena Friedsam (6-3 7-5), Barbora Strýcová (6-2 6-3), Julija Putinceva in semifinale per 6-4 6-2 e nell'atto conclusivo rifila un 6-3 7-6(2) a Mona Barthel, che era detentrice del titolo.

## Statistiche WTA

### Singolare

#### Vittorie (2)
| Legenda               |
| --------------------- |
| Grande Slam (0)       |
| Ori Olimpici (0)      |
| WTA Finals (0)        |
| Premier Mandatory (0) |
| Premier 5 (0)         |
| Premier (0)           |
| International (2)     |

| N. | Data           | Torneo                                  | Superficie  | Avversaria in finale | Punteggio   |
| 1. | 19 luglio 2015 | Swedish Open, Båstad                    | Terra rossa | Mona Barthel         | 6-3, 7-6(2) |
| 2. | 26 maggio 2018 | Nürnberger Versicherungscup, Norimberga | Terra rossa | Alison Riske         | 7-6(4), 6-4 |

#### Sconfitte (3)
| Legenda               |
| --------------------- |
| Grande Slam (0)       |
| Argenti Olimpici (0)  |
| WTA Finals (0)        |
| Premier Mandatory (0) |
| Premier 5 (0)         |
| Premier (0)           |
| International (3)     |

| N. | Data           | Torneo                       | Superficie  | Avversaria in finale | Punteggio |
| 1. | 25 luglio 2010 | Slovenia Open WTA, Portorose | Cemento     | Anna Čakvetadze      | 1-6, 2-6  |
| 2. | 10 luglio 2011 | Swedish Open, Båstad         | Terra rossa | Polona Hercog        | 4-6, 5-7  |
| 3. | 21 luglio 2013 | Swedish Open, Båstad (2)     | Terra rossa | Serena Williams      | 4-6, 1-6  |

### Doppio

#### Vittorie (14)
| Legenda               |
| --------------------- |
| Grande Slam (0)       |
| Ori Olimpici (0)      |
| WTA Finals (0)        |
| Premier Mandatory (0) |
| Premier 5 (0)         |
| Premier (0)           |
| International (14)    |

| N.  | Data              | Torneo                                  | Superficie    | Compagna         | Avversarie in finale                             | Punteggio           |
| 1.  | 18 settembre 2010 | Bell Challenge, Québec                  | Sintetico (i) | Sofia Arvidsson  | Bethanie Mattek-Sands Barbora Záhlavová-Strýcová | 6-1, 2-6, [10-6]    |
| 2.  | 11 giugno 2011    | Danish Open, Copenaghen                 | Sintetico (i) | Jasmin Wöhr      | Kristina Mladenovic Katarzyna Piter              | 6-3, 6-3            |
| 3.  | 17 gennaio 2015   | Moorilla Hobart International, Hobart   | Cemento       | Kiki Bertens     | Vitalija D'jačenko Monica Niculescu              | 7-5, 6-3            |
| 4.  | 19 luglio 2015    | Swedish Open, Båstad                    | Terra rossa   | Kiki Bertens     | Tatjana Maria Ol'ga Savčuk                       | 7-5, 6-4            |
| 5.  | 21 maggio 2016    | Nürnberger Versicherungscup, Norimberga | Terra rossa   | Kiki Bertens     | Shūko Aoyama Renata Voráčová                     | 6-3, 6-4            |
| 6.  | 25 settembre 2016 | Hansol Korea Open, Seul                 | Cemento       | Kirsten Flipkens | Akiko Ōmae Peangtarn Plipuech                    | 6-2, 6-3            |
| 7.  | 16 ottobre 2016   | Generali Ladies Linz, Linz              | Cemento (i)   | Kiki Bertens     | Anna-Lena Grönefeld Květa Peschke                | 4-6, 6-2, [10-7]    |
| 8.  | 22 ottobre 2016   | BGL Luxembourg Open, Lussemburgo        | Cemento (i)   | Kiki Bertens     | Monica Niculescu Patricia Maria Tig              | 4-6, 7-5, [11-9]    |
| 9.  | 7 gennaio 2017    | ASB Classic, Auckland                   | Cemento       | Kiki Bertens     | Demi Schuurs Renata Voráčová                     | 6-2, 6-2            |
| 10. | 23 luglio 2017    | Ladies Championship Gstaad, Gstaad      | Terra rossa   | Kiki Bertens     | Viktorija Golubic Nina Stojanović                | 7-6(4), 4-6, [10-7] |
| 11. | 24 settembre 2017 | Hansol Korea Open, Seoul (2)            | Cemento       | Kiki Bertens     | Luksika Kumkhum Peangtarn Plipuech               | 6-4, 6-1            |
| 12. | 15 ottobre 2017   | Upper Austria Ladies Linz, Linz (2)     | Cemento (i)   | Kiki Bertens     | Natela Dzalamidze Xenia Knoll                    | 3-6, 6-3, [10-4]    |
| 13. | 14 ottobre 2018   | Upper Austria Ladies Linz, Linz (3)     | Cemento (i)   | Kirsten Flipkens | Raquel Atawo Anna-Lena Grönefeld                 | 4-6, 6-4, [10-5]    |
| 14. | 23 giugno 2019    | Mallorca Open, Maiorca                  | Erba          | Kirsten Flipkens | María José Martínez Sánchez Sara Sorribes Tormo  | 6-2, 6-4            |

#### Sconfitte (9)
| Legenda               |
| --------------------- |
| Grande Slam (0)       |
| Argenti Olimpici (0)  |
| WTA Finals (1)        |
| Premier Mandatory (0) |
| Premier 5 (0)         |
| Premier (0)           |
| International (8)     |

| N. | Data              | Torneo                                             | Superficie  | Compagna           | Avversarie in finale                           | Punteggio        |
| 1. | 23 febbraio 2013  | U.S. National Indoor Tennis Championships, Memphis | Cemento (i) | Sofia Arvidsson    | Kristina Mladenovic Galina Voskoboeva          | 6(5)-7, 3-6      |
| 2. | 22 febbraio 2014  | Rio Open, Rio de Janeiro                           | Terra rossa | Chanelle Scheepers | Irina-Camelia Begu María Irigoyen              | 2-6, 0-6         |
| 3. | 27 settembre 2015 | Hansol Korea Open, Seul                            | Cemento     | Kiki Bertens       | Lara Arruabarrena Andreja Klepač               | 6-2, 3-6, [6-10] |
| 4. | 27 febbraio 2016  | Abierto Mexicano Telcel, Acapulco                  | Cemento     | Kiki Bertens       | Anabel Medina Garrigues Arantxa Parra Santonja | 0-6, 4-6         |
| 5. | 27 maggio 2017    | Nürnberger Versicherungscup, Norimberga            | Terra rossa | Kirsten Flipkens   | Nicole Melichar Anna Smith                     | 6-3, 3-6, [9-11] |
| 6. | 29 ottobre 2017   | WTA Finals, Singapore                              | Cemento (i) | Kiki Bertens       | Tímea Babos Andrea Hlaváčková                  | 6-4, 4-6, [5-10] |
| 7. | 25 febbraio 2018  | Hungarian Ladies Open, Budapest                    | Cemento (i) | Kirsten Flipkens   | Georgina García Pérez Fanny Stollár            | 6-4, 4-6, [3-10] |
| 8. | 26 maggio 2018    | Nürnberger Versicherungscup, Norimberga (2)        | Terra rossa | Kirsten Flipkens   | Demi Schuurs Katarina Srebotnik                | 6-3, 3-6, [7-10] |
| 9. | 12 gennaio 2019   | Hobart International, Hobart                       | Cemento     | Kirsten Flipkens   | Latisha Chan Chan Hao-ching                    | 3-6, 6-3, [6-10] |

## Statistiche ITF

### Singolare

#### Vittorie (13)
| Torneo $100.000 (2) |
| Torneo $80.000 (0)  |
| Torneo $75.000 (0)  |
| Torneo $60.000 (0)  |
| Torneo $50.000 (2)  |
| Torneo $25.000 (5)  |
| Torneo $15.000 (0)  |
| Torneo $10.000 (4)  |

| N.  | Data             | Torneo                                                | Superficie  | Avversaria in finale       | Punteggio     |
| 1.  | 15 maggio 2005   | Falkenberg Ladies Open, Falkenberg                    | Terra rossa | Sofia Arvidsson            | 6-1, 6-3      |
| 2.  | 21 maggio 2006   | Falkenberg Ladies Open, Falkenberg                    | Terra rossa | Tereza Mrdeža              | 6-1, 6-3      |
| 3.  | 29 aprile 2007   | Croatian Bol Ladies Open, Bol                         | Terra rossa | Anne Schäfer               | 6-2, 7-6      |
| 4.  | 4 novembre 2007  | Stockholm Ladies, Stoccolma                           | Cemento (i) | Nadja Roma                 | 6-2, 6-1      |
| 5.  | 10 febbraio 2008 | AEGON Pro Series Sutton, Sutton                       | Cemento (i) | Andrea Hlaváčková          | 7-5, 6-0      |
| 6.  | 17 febbraio 2008 | Stockholm Ladies, Stoccolma                           | Cemento (i) | Barbora Záhlavová-Strýcová | 0-6, 6-1, 7-6 |
| 7.  | 11 ottobre 2009  | AEGON Pro Series Barnstaple, Barnstaple               | Cemento (i) | Pauline Parmentier         | 6-2, 6-2      |
| 8.  | 25 ottobre 2009  | AEGON Pro Series Glasgow, Glasgow                     | Cemento (i) | Melanie South              | 6-1, 1-6, 6-3 |
| 9.  | 28 febbraio 2010 | Biberach Open, Biberach an der Riß                    | Cemento (i) | Romina Oprandi             | 4-6, 6-2, 6-2 |
| 10. | 14 marzo 2010    | Sheriff Jim Coats Clearwater Women's Open, Clearwater | Cemento     | Zhang Shuai                | 7-6, 6-0      |
| 11. | 28 marzo 2010    | The Jersey International, Isola di Jersey             | Cemento (i) | Anna Smith                 | 6-2, 6-3      |
| 12. | 8 luglio 2012    | Torneo Internazionale Regione Piemonte, Biella        | Terra rossa | Anna Tatišvili             | 6-3, 6-4      |
| 13. | 16 luglio 2017   | Open 88 Contrexéville, Contrexéville                  | Terra rossa | Tatjana Maria              | 6-1, 6-4      |

### Doppio

#### Vittorie (17)
| Torneo $100.000 (4) |
| Torneo $80.000 (0)  |
| Torneo $75.000 (1)  |
| Torneo $60.000 (0)  |
| Torneo $50.000 (1)  |
| Torneo $25.000 (7)  |
| Torneo $15.000 (0)  |
| Torneo $10.000 (4)  |

| N.  | Data              | Torneo                                                          | Superficie  | Compagna           | Avversarie in finale                 | Punteggio        |
| 1.  | 14 maggio 2005    | Falkenberg Ladies Open, Falkenberg                              | Terra rossa | Mari Andersson     | Natalia Kołat Monika Schneider       | 6-1, 6-1         |
| 2.  | 25 giugno 2005    | DnB NOR Eiendom, Oslo                                           | Terra rossa | Najda Roma         | Kristina Andlovic Karoline Borgensen | 6-4, 6-4         |
| 3.  | 7 ottobre 2007    | Open GDF SUEZ Nantes Atlantique, Nantes                         | Cemento (i) | Sofia Arvidsson    | Melanie South Caroline Maes          | 4-6, 7-5, [10-7] |
| 4.  | 20 ottobre 2007   | AEGON Pro Series Glasgow, Glasgow                               | Cemento (i) | Sofia Arvidsson    | Veronika Chvojková Kathrin Wörle     | 6-2, 6-3         |
| 5.  | 4 novembre 2007   | Stockholm Ladies, Stoccolma                                     | Cemento (i) | Najda Roma         | Diana Eriksson Hanne-Skak Jensen     | 6-7, 6-3, [10-6] |
| 6.  | 19 gennaio 2008   | AEGON Pro Series Sunderland, Sunderland                         | Cemento (i) | Anna Smith         | Martina Babáková Iveta Gerlová       | 6-1, 3-6, [10-3] |
| 7.  | 15 febbraio 2008  | Stockholm Ladies, Stoccolma                                     | Cemento (i) | Anna Smith         | Neda Kozić Ivana Lisjak              | 6-0, 7-5         |
| 8.  | 28 settembre 2008 | AEGON Pro Series Shrewsbury, Shrewsbury                         | Cemento (i) | Anna Smith         | Sarah Borwell Courtney Nagle         | 7-6, 6-4         |
| 9.  | 4 ottobre 2008    | OrtoLääkärit Open, Helsinki                                     | Cemento (i) | Emma Laine         | Patricia Mayr Marie-Ève Pelletier    | 6-4, 6-2         |
| 10. | 27 giugno 2009    | Rolls Royce Women's Cup Kristinehamn, Kristinehamn              | Terra rossa | Hanne-Skak Jensen  | Sofia Arvidsson Sandra Roma          | 7-6, 6-2         |
| 11. | 2 agosto 2009     | Knoll Open, Bad Saulgau                                         | Terra rossa | Hanne-Skak Jensen  | Yurika Sema Darija Jurak             | 6-2, 6-3         |
| 12. | 11 ottobre 2009   | AEGON Pro Series Barnstaple, Barnstaple                         | Cemento (i) | Anna Smith         | Emma Laine Kelly Anderson            | 7-5, 6-4         |
| 13. | 20 marzo 2010     | TDC'S Women's Challenger, Fort Walton Beach                     | Cemento     | Chanelle Scheepers | Christina Fusano Courtney Nagle      | 2-6, 7-6, [10-7] |
| 14. | 12 giugno 2010    | Open GDF SUEZ de Marseille, Marsiglia                           | Terra rossa | Yvonne Meusburger  | Stéphanie Cohen-Aloro Aurélie Védy   | 6-4, 6-2         |
| 15. | 24 luglio 2011    | ITF Roller Open, Pétange                                        | Terra rossa | Jasmin Wöhr        | Anna-Lena Grönefeld Kristina Barrois | 7-6, 6-4         |
| 16. | 11 maggio 2014    | Open GDF SUEZ de Cagnes-sur-Mer Alpes-Maritimes, Cagnes-sur-Mer | Terra rossa | Kiki Bertens       | Tatiana Búa Daniela Seguel           | 7-6(4), 6-4      |
| 17. | 23 agosto 2018    | Southsea Trophy, Southsea                                       | Erba        | Kirsten Flipkens   | Alicja Rosolska Abigail Spears       | 6-4, 3-6, [11-9] |

## Risultati in progressione
| Sigla | Risultato               |
| ----- | ----------------------- |
| V     | Vincitore               |
| F     | Finalista               |
| SF    | Semifinalista           |
| O     | Oro olimpico            |
| A     | Argento olimpico        |
| SF    | Bronzo olimpico         |
| QF    | Quarti di Finale        |
| 4T    | Quarto turno            |
| 3T    | Terzo turno             |
| 2T    | Secondo turno           |
| 1T    | Primo turno             |
| RR    | Round Robin             |
| LQ    | Turno di qualificazione |
| A     | Assente                 |
| ND    | Non disputato           |

| Legenda superfici    |
| -------------------- |
| Cemento              |
| Terra battuta        |
| Erba                 |
| Superficie variabile |

### Singolare
| Tornei del Grande Slam     |      |      |      |      |      |      |      |      |      |      |       |
| Torneo                     | 2008 | 2009 | 2010 | 2011 | 2012 | 2013 | 2014 | 2015 | 2016 | 2017 | V–S   |
| Australian Open, Melbourne | A    | LQ   | A    | 1T   | 1T   | 1T   | 1T   | 2T   | 2T   | A    | 2-6   |
| Roland Garros, Parigi      | LQ   | A    | 2T   | 2T   | 1T   | 2T   | 3T   | 1T   | 2T   |      | 6-7   |
| Wimbledon, Londra          | LQ   | A    | LQ   | 1T   | 1T   | 1T   | 1T   | 1T   | 1T   |      | 0–6   |
| US Open, New York          | LQ   | A    | 1T   | 1T   | 1T   | 1T   | 3T   | 1T   | 3T   |      | 4–7   |
| Vittorie-sconfitte         | 0–0  | 0–0  | 1–2  | 1–4  | 0–4  | 1–4  | 4–4  | 1-4  | 4-4  | 0-0  | 12–26 |

## Vittorie contro giocatrici Top 10
| Stagione | 2011 | 2012 | 2013 | 2014 | 2015 | 2016 | Totale |
| Vittorie | 1    | 0    | 0    | 0    | 0    | 1    | 2      |

| #    | Giocatrice    | Ranking | Evento                    | Superficie | Turno | Punteggio           | Rank. JLR |
| ---- | ------------- | ------- | ------------------------- | ---------- | ----- | ------------------- | --------- |
| 2011 |               |         |                           |            |       |                     |           |
| 1.   | Li Na         | 6       | Miami Open, Miami         | Cemento    | 2T    | 7-5, 6(5)-7, 7-6(5) | 78        |
| 2016 |               |         |                           |            |       |                     |           |
| 2.   | Roberta Vinci | 8       | New Haven Open, New Haven | Cemento    | QF    | 7-6(9), 6-1         | 62        |